# ОСИ модел
ОСИ референтни модел или референтни модел за отворено повезивање система (енгл. Open Systems Interconnection Basic Reference Model) је најкоришћенији апстрактни опис архитектуре мреже. Описује интеракцију уређаја (хардвера), програма, сервиса (софтвера) и протокола при мрежним комуникацијама. Користе га произвођачи при пројектовању мрежа, као и стручњаци при изучавању мрежа. ОСИ модел дели архитектуру мреже у седам логичких нивоа, даје списак функција, сервиса и протокола који функционишу на сваком од нивоа.

## Развој
Већина сервиса и протокола, у контексту комуникационих мрежа, функционишу као јединствена целина. Да би се описала веза између њих, њихова функција у сваком од процеса комуникације, а исто тако и да бисмо разумели сам процес, уведена је концептуална скица, тј. референтни модел.
Још један од разлога увођења референтног модела је да се изврши стандардизација самих протокола.
У самим почецима настајања мрежа, различите фирме су примењивале своја решења, тако да је комуникација била могућа само између рачунара у оквиру мреже тог истог произвођача.
Међу најважније протоколарне моделе које су развиле поједине компаније спадају:
- Архитектура мрежних IBM система -
- фирме
- фирме
- фирме Епл
- Први развијени TCP/IP модел.

Крајем 1979. године, Међународна организација за стандардизацију ИСО, креирала је референтни модел ОСИ да би се превазишли ови проблеми, а 1984. године штампала је ревизију овог модела која је постала међународни стандард и водич за умрежавање.
Назив отворен систем (јавни), потиче од тога што га је могуће стално модификовати, а да при томе учествују сви. Свака измена која би се имплементирала и прихвати постала би стандард. TCP/IP протокол је тек један од примера отвореног система, наиме на облик протокола може се утицати путем RFC-a, техничких извештаја који су објављени (дати на увид) и које су анализирала интернет удружења.

## Слојеви ОСИ референтног модела
ОСИ референтни модел се састоји од седам различитих нивоа, подељених у две групе.
- Прву групу сачињавају горња три слоја, слојеви апликације, презентације и сесије. Она има за улогу да опише процес интеракције корисник-рачунар, рад корисника са апликацијом и процес комуникације апликација међу собом као крајњим тачкама.
- Друга група је сачињена од доња четири слоја који дефинишу како се преносе информације са једног на други крај (од једног до другог корисника).

| Слојеви                                        | Јединица         | Протоколи |
| ---------------------------------------------- | ---------------- | --- |
|                                                |                  | |
| Апликација Мрежни процеси везани за апликацију | Податак          | HTTP, FTP, Telnet, DNS, DHCP, POP/SMTP, NNTP, SIP, SSI, Gopher, NFS, NTP, SMPP, SMTP, SNMP, Netconf                                                                                      |
| Презентација Енкрипција и кодирање података    | Податак          | MIME, XDR, TLS, SSL |
| Сесија Успостављање сесије крајњих корисника   | Податак          | NetBIOS, PAP, CHAP, SSH, Named Pipes, SAP, SIP, L2TP, PPTP |
|                                                |                  | |
| Транспорт Веза, поузданост, транспорт          | Сегмент Датаграм | TCP, UDP, SCTP, DCCP |
| Мрежа Логичко адресирање и рутирање            | Пакет            | IP (IPv4, IPv6), ICMP, ARP, RARP, ICMP, IPsec, IGMP, IPX, AppleTalk |
| Слој везе Физичко адресирање, приступ медијуму | Фрејм (Оквир)    | PPP, HDLC, Frame Relay, ARP, CSLIP, SLIP, Ethernet, Frame relay, ITU-T G.hn DLL |
| Физички слој Трансмисија сигнала               | Бит              | Token Ring, RS-232, RS-449, V.35, V.34, I.430, I.431, T1, E1, POTS, SONET/SDH, OTN, DSL, 802.11a/b/g/n PHY, 802.15.x PHY, ITU-T G.hn PHY, Ethernet, USB, Bluetooth, Firewire (IEEE 1394) |
|                                                |                  | |

### 1. Физички слој
Дефинише електрична и физичка својства мрежних уређаја (мрежних адаптера - енглески термин у широкој употреби је NIC (енгл. Network Interface Card)). Дефинишу се напонски нивои, број пинова на конекторима (односно парица у кабловима), или дебљина оплета коаксијалног кабла. Мрежне картице (интегрисане на матичној плочи или само утакнуте у сабирницу на матичној плочи), хуб-ови и репеатер-и су примери уређаја на физичком слоју ОСИ модела.

### 2. Слој везе
Брине се за размену података између мрежних уређаја, и за детекцију/корекцију могућих грешака у физичком слоју. Уређаји комуницирају помоћу „хард-кодираних“ адреса (MAC адресе код ethernet мрежних уређаја), и комуникација на овоме нивоу је могућа само унутар локалних мрежа. Комутатори (Switchеви) су уређаји који „раде“ на слоју података, јер они чувају у меморији MAC адресе свих мрежних уређаја који су спојени на њих, и кад до њих дође пакет, они прочитају адресу полазног и одредишног уређаја из заглавља, те остварују електричну везу између та два уређаја.

### 3. Мрежни слој
На интернету је огроман број рачунара, а ми их распознајемо по њиховим именима у облику име. домен. вршни_домен (нпр. sr.wikipedia.org) Наравно, тај систем је направљен ради људи, и такозвани DNS сервери претварају такве упите веб прегледача у  адресе, по тренутно важећем IPv4 стандарду у адресу типа a.b.c.d, гдје су a,b,c и d бројеви од 0 до 255 (величина речи 1 бајт). Али као што знамо, мрежне картице у рачунарима немају IP адресе, него MAC адресе. То значи да је потребан још један слој, који ће претворити IP адресе у MAC адресе. Кад би сваки рачунар на интернету имао таблицу претварања IP адреса у MAC адресе, то би било врло непрактично, из више разлога, као што су величина таблице, онда додавање нових адреса, па је смишљено друго решење. На сваком сегменту мреже (субнету) постоји усмеривач (рутер), који поседује табелу усмеравања. Пакете који дођу до њега, а циљ им није на локалном мрежном сегменту он прослеђује даље, а пакете који су намијењени локалној мрежи, прослеђују се на локалну мрежу. То се изводи тако што док остали уређаји на мрежи имају један мрежни адаптер (NIC), усмеривач има два. Један је повезан на локалну мрежу, а други на спољашњу, па усмеривач пакете које добије на локалној мрежи, а који су намијењени спољном свијету упућује напоље, а пакете из спољашњег свијета упућене локалној мрежи упућује унутра.

### 4. Транспортни слој
Овај слој води рачуна о пакетима који путују између два рачунара. Примери протокола на транспортном слоју су TCP и UDP. Ако се неки пакет „изгуби“ на путу, TCP ће тражити да се поново пошаље, па је стога погодан за размјену података за које је интегритет податак на вишем нивоу од брзине преноса. С друге UDP нема контролу да ли се понеки пакет загубио, па је згодан за мултимедијалне апликације, гдје није толико битно да ли се загуби понеки пакет, него је битна брзина комуникације.

### 5. Слој сесије
Бави се успостављањем везе између крајњих корисника, и синхронизацијом исте. Најлакше га је објаснити код видеа преко интернета, гдје не желимо имати тон без слике, или слику без тона, или обоје али без синхронизације. За то се брине овај слој.

### 6. Слој презентације
Подаци који се користе на разним рачунарима се кодирају на разне начине (little-endian, big-endian); txt датотеке на Mac-у, јуниксу и Windows-има на различите начине означавају прелазак у нови ред. Све такве конверзије се изводе (уколико су имплементиране) на презентационом слоју.

### 7. Слој апликације
На овом слоју програмер користи API-је којима остварује мрежну комуникацију с одређеном сврхом, а да притом не мора водити рачуна о нижим слојевима, за које се брине оперативни систем. Примјери протокола на овом слоју су HTTP, FTP, telnet, SMTP, NNTP и многи други.